# Portugal en los Juegos Olímpicos de Roma 1960
Portugal estuvo representado en los Juegos Olímpicos de Roma 1960 por un total de 65 deportistas que compitieron en 11 deportes.  
El portador de la bandera en la ceremonia de apertura fue el regatista Mário Quina.

## Medallistas
El equipo olímpico portugués obtuvo las siguientes medallas:
| Nombre                        | Deporte | Competición |
| ----------------------------- | ------- | ----------- |
| Oro                           |         |             |
| —                             |         |             |
| Plata                         |         |             |
| José Manuel Quina Mário Quina | Vela    | Star M      |
| Bronce                        |         |             |
| —                             |         |             |